# المقاومة الجهازية المستحثة لدى النباتات
المقاومة الجهازية المستحثة لدى النباتات ( ISR ) هي آلية مقاومة في النباتات يتم تنشيطها عن طريق العدوى. لا تعتمد طريقة عملها على القتل المباشر أو تثبيط مسببات الأمراض الغازية، بل تعتمد على زيادة الحاجز الفيزيائي أو الكيميائي للنبات المضيف.  كما هو الحال مع المقاومة المكتسبة الجهازية (SAR)، يمكن للنبات أن يطور دفاعات ضد الغزاة مثل مسببات الأمراض أو الطفيليات إذا حدثت عدوى. على النقيض من SAR، الذي يتم تحفيزه عن طريق تراكم حمض الساليسيليك ، يعتمد ISR بدلاً من ذلك على مسارات نقل الإشارة التي يتم تنشيطها بواسطة الجاسمونات والإيثيلين . 

## اكتشافها
حُدد تحفيز مقاومة النبات للحماية من مسببات الأمراض عام 1901، ووُصف بـ"نظام المقاومة المكتسبة". ثم استُخدمت مصطلحات مختلفة، منها "المناعة الفسيولوجية المكتسبة"، و"إزاحة المقاومة"، و"الوظيفة المناعية النباتية"، و"مقاومة الجهاز المُستحثة". وُجدت أشكال عديدة من المحفزات تُحفز النبات على مقاومة الفيروسات والبكتيريا والفطريات وغيرها من الأمراض، بما في ذلك العوامل الميكانيكية (مثل تلف الجليد الجاف، والإشعاعات الكهرومغناطيسية، والأشعة فوق البنفسجية، والمعالجة بدرجات حرارة منخفضة وعالية، وغيرها)، والعوامل الكيميائية (مثل أملاح المعادن الثقيلة، والماء، وحمض الصفصاف)، والعوامل الحيوية (مثل الفطريات والبكتيريا والفيروسات ومستقلباتها).

## طريقة العمل
المقاومة الجهازية المستحثة للنباتات لها طريقتان رئيسيتان للعمل: مسار SAR ومسار ISR. يمكن أن يثير SAR رد فعل محليا سريعا، أو استجابة مفرطة الحساسية، حيث يقتصر العامل الممرض على منطقة صغيرة من موقع العدوى. كما ذكرنا سابقًا، حمض الصفصاف هو آلية عمل مسار SAR. يعمل ISR على تعزيز أنظمة الدفاع في النبات من خلال آلية عمل حمض الياسمين. كلاهما يعمل على تأثير NPR-1، لكن SAR يستخدم جينات PR. ومن المهم أن نلاحظ أن الاستجابتين الوسيطتين لهما تأثيرات تنظيمية على بعضهما البعض. مع ارتفاع مستوى حمض الصفصاف، فإنه قد يمنع تأثير حمض الياسمين. يجب الحفاظ على التوازن عند تنشيط كلا الاستجابتين. 
يمكن أن تتوسط البكتيريا الجذرية استجابات ISR. وقد ثبتت فعالية هذا ضد مسببات الأمراض الميتة والحشرات العاشبة الحساسة لدفاعات JA / ET.  لقد تم الإبلاغ على نطاق واسع عن أهمية الاستجابة المناعية بواسطة البكتيريا الجذرية.   
تشمل العوامل البيولوجية لمقاومة النظام الناجم عن النبات بشكل عام فئتين عريضتين، وهما مقاومة النبات الكلاسيكية لتحريض الأمراض (PGPR) أو الفطريات التي تعزز نمو النبات (PGPF)، وبكتيريا منطقة الجذور المعززة لنمو النبات (PGPR) أو الفطريات المعززة لنمو النبات (PGPF). الفرق يرجع بشكل رئيسي إلى حقيقة أن الأخير يمكن أن يعزز نمو النبات بشكل فعال ويزيد من إنتاجية المحاصيل مع التسبب في (أو زيادة) مقاومة النبات للأمراض (بما في ذلك الآفات في بعض الأحيان). 

## التآثير على الحشرات
أشارت بعض الدراسات أيضًا إلى وجود تأثيرات سلبية للميكروبات المفيدة على التفاعلات بين النباتات والحشرات.

## البحث التطبيقي
حتى الآن، أظهر العمل على تحريض المقاومة الجهازية للنبات أن تحريض مقاومة الجهاز النباتي له آثار مهمة على الأبحاث الأساسية والتطبيقية.
حققت تطبيقات المقاومة المستحثة في البطيخ والتبغ والفاصوليا والبطاطا والأرز نجاحًا كبيرًا. على مدى العقد الماضي، أصبحت دراسة مقاومة النظام المستحث مجالًا بحثيًا نشطًا للغاية. 
تعتبر طرق تنشيط مسار ISR بشكل مصطنع مجالًا نشطًا للبحث.  كانت أبحاث وتطبيقات تحفيز مقاومة النظام النباتي مشجعة ولكنها ليست حتى الآن عاملاً رئيسياً في السيطرة على مسببات الأمراض النباتية. وقد أظهر دمج هذه المواد في برامج مكافحة الآفات المتكاملة بعض النتائج الواعدة. هناك أبحاث تتعلق بالدفاع ضد الآفات الحشرية التي تمضغ الأوراق، عن طريق تنشيط إشارات حمض الياسمين التي تحفزها الكائنات الحية الدقيقة المرتبطة بالجذور. 
تتضمن بعض الأبحاث الجارية في ISR (1) كيفية تحسين اختيار عوامل التحريض بشكل منهجي؛ (2) إصابة العوامل المستحثة؛ (3) ظاهرة التأثير المتعدد للعوامل المستحثة؛ (4) تأثيرات عوامل التحريض الكيميائية على العوامل البيئية؛ (5) إنشاء استقرار السكان للعامل البيولوجي القابل للتحريض متعدد المتغيرات. يعتمد البحث في ISR بشكل كبير على الاستجابة لاستخدام المبيدات الحشرية بما في ذلك 1) زيادة مقاومة مسببات الأمراض للمبيدات الحشرية، 2) ضرورة إزالة بعض المبيدات الحشرية الأكثر سمية من السوق، 3) المشاكل الصحية والبيئية الناجمة عن تأثير استخدام المبيدات الحشرية، و 4) عدم قدرة بعض المبيدات الحشرية على السيطرة على بعض مسببات الأمراض. 